# Sor (Ariège)
Sor település Franciaországban, Ariège megyében. Lakosainak száma 28 fő (2022. január 1.). Sor Argein, Audressein és Salsein községekkel határos.

## Népesség
A település népessége az elmúlt években az alábbi módon változott:
| Lakosok száma | 21   | 23   | 28   | 31   | 32   | 30   | 29   | 28   | 27   | 28   |
|               | 1968 | 1982 | 1990 | 2006 | 2013 | 2015 | 2017 | 2019 | 2020 | 2022 |